# Gigatron
Gigatron es una banda española de rock humorístico que editó varios discos entre 1997 y 2005, y volvió a la actividad en 2012, compuesta por cinco miembros: Charly Glamour (voz), Dave Demonio (guitarra), Kaik Turullo (bajo) y Johnny Cochambre (batería). Se trata de una banda humorística que parodia el heavy metal de los años 1980 y 1990, caricaturizando las actitudes, estética y elementos típicos del género.

## Historia
La banda surge en Valencia, como heredera del grupo conocido como Chococrispis. En 1997 grabaron una maqueta llamada Huracanes del metal (Live in Donington 97) que tuvo bastante eco por la zona valenciana. En junio de 1998 publicaron su primer disco usando los mismos samples de batería que en la maqueta, regrabando los temas anteriores y añadiendo alguno nuevo, llamándolo Los dioses han llegado; en él hacían referencia a una falsa discografía y se declaraban superestrellas del rock en los Estados Unidos.
En 2005 publican su segundo disco, Mar de cuernos. Con el disco, se incluye un código de descarga para obtener de Internet (también invención suya) Hitthrashit, un disco que no se lanzó a la venta por motivos legales; en él se escuchan las pretendidas versiones originales de temas clásicos que, según ellos, otras bandas copiaron e hicieron famosas.
En marzo de 2012 Gigatron publica un comunicado en el que informan de su vuelta al panorama musical en una nueva gira llamada Metalocracia Tour. Para esta nueva etapa, y siempre según el comunicado, Charly Glamour contará con Mike Ferralla al bajo, Mazinger Molina a la batería y como nuevo miembro a la guitarra, se incorpora Dave Demonio.

## Las letras
Las letras están relacionadas con los tópicos del heavy metal: el enfrentamiento con los pijos, alcohol, drogas, la obsesión enfermiza por el sexo y las mujeres, el gusto por el satanismo y la mitología vikinga, la pasión por la música y estética "heavy", y las conductas asociales.

## Miembros

### Formación original

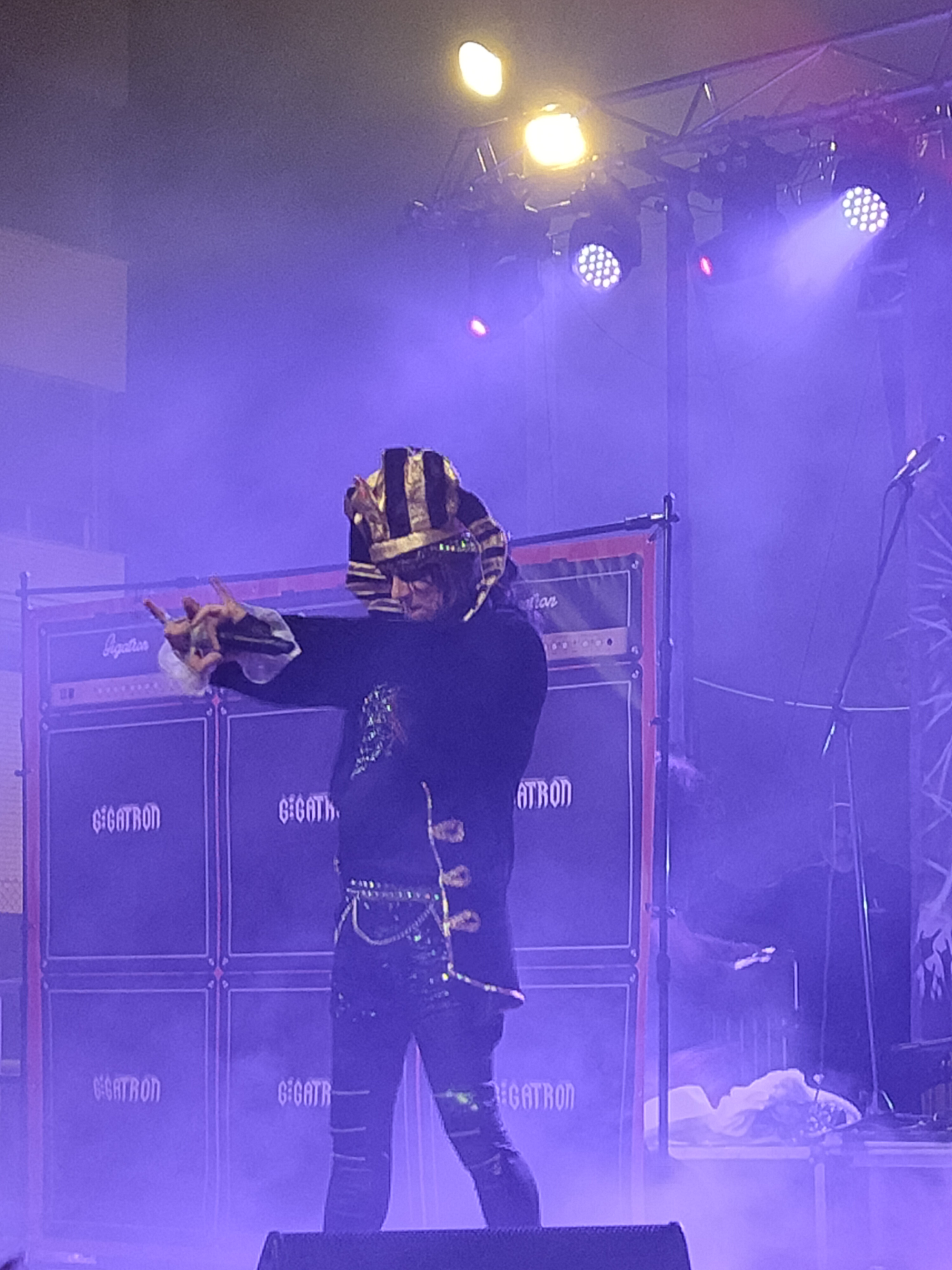
Charly Glamour en Villarreal

Charly Glamour (voz y hacha)
Mike Ferralla (bajo y espada)
Frank el Tachas (guitarra y martillo)
Bestia Indomable (batería y dinamita)

### Formación en 2005 (Mar de Cuernos)
Charly Glamour (voz)
Mike Ferralla (guitarra)
Frank el Tachas (guitarra)
Mazinger Molina (bajo)
Bestia Indomable (batería)

### Formación en 2012 (Metalocracia Tour)
Charly Glamour (voz)
Mike Ferralla (bajo)
Dave Demonio (guitarra)
Mazinger Molina (batería)

### Formación en 2017 (The Aluminium Paper Álbum)
Charly Glamour (voz)
Kike Turulo (bajo)
Dave Demonio (guitarra)
Johnny Cochambre (batería)

## Discografía
- Huracanes del metal (Live in Donnington 97) (maqueta) (1997)
- Los dioses han llegado (1998)
- Directo en Bilborock (No oficial, en directo) (1999)
- Mar de cuernos (2005)
- Hittrashhit (2005)
- Apocalipsis Molón (Single, descarga digital) (2012)
- Atopeosis 666 (2014)
- The Aluminium Paper Álbum (2017)
- Fiesta de Fieras (2019)
- Codex Gigas - Lxdz Cap.1 (single) (2020)
- Distorsión - LXDZ Cap.2(single) (2020)
- Apócrifus Yisus - LXDZ Cap.5 (single) (2020)
- Nazis en la Luna - LXDZ Cap.3 (single) (2021)
- Plandemia - LXDZ Cap.6 (single) (2021)